# Albert Traeger

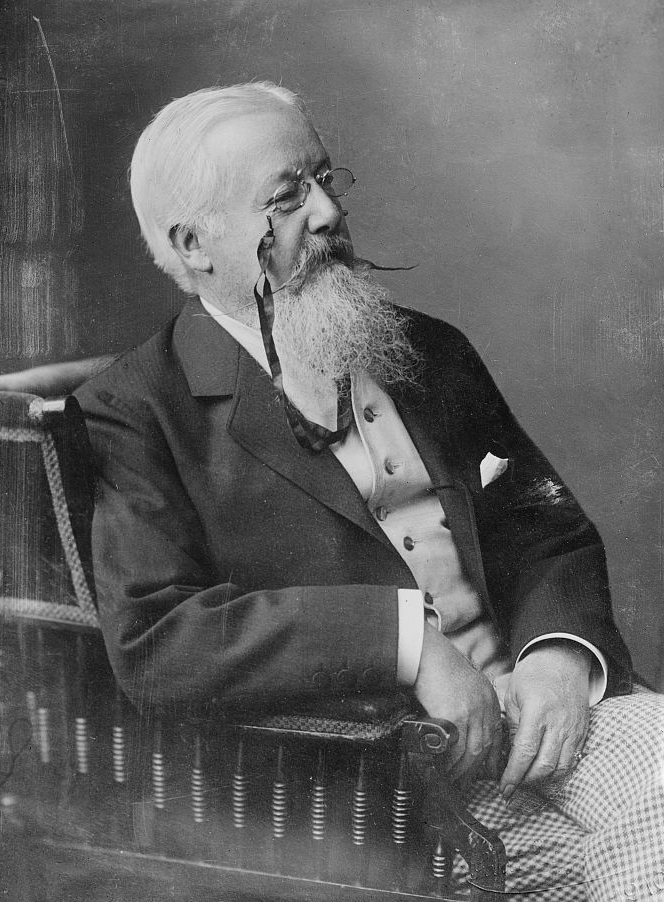
Albert Traeger

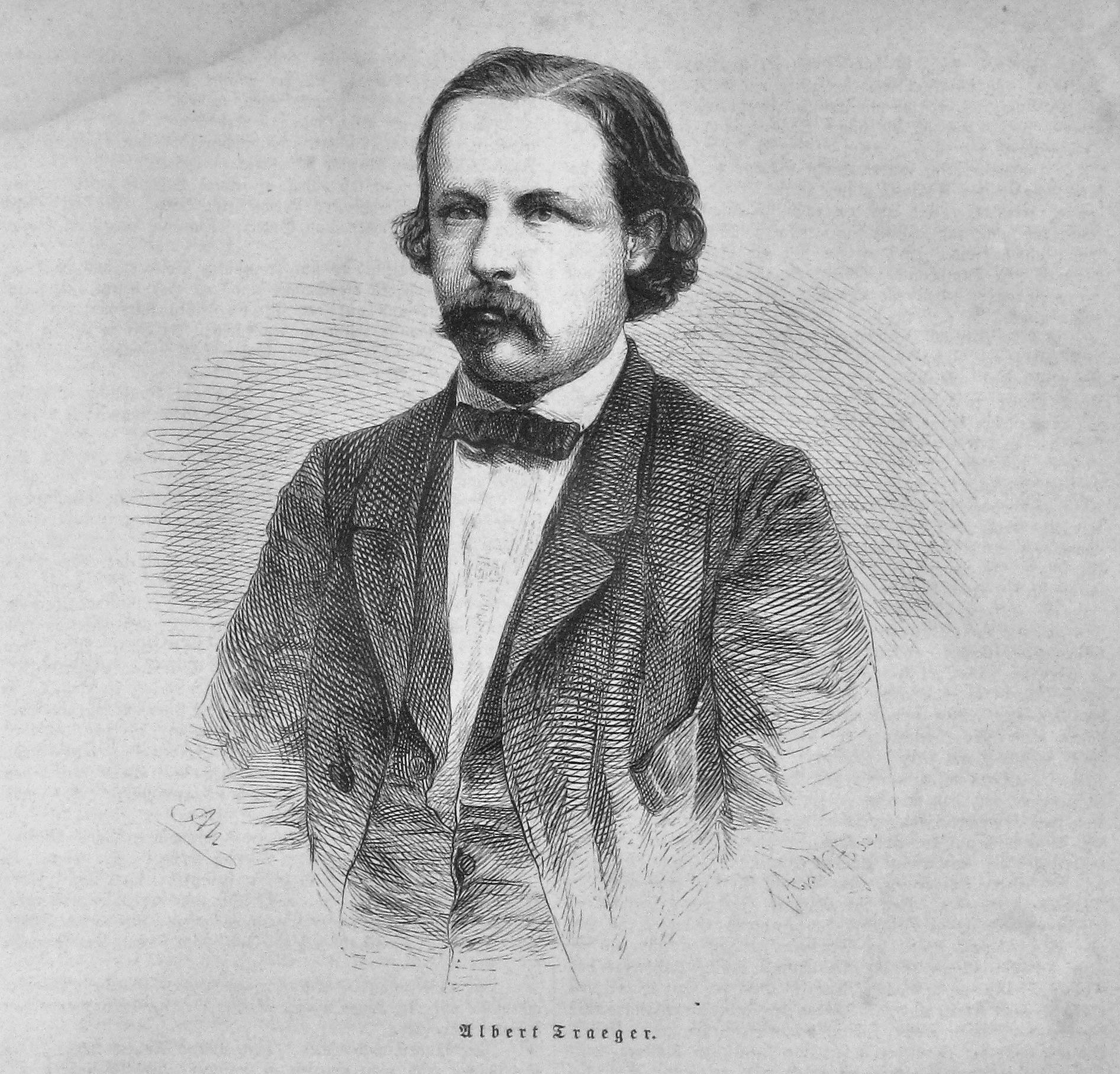
Albert Traeger, 1863

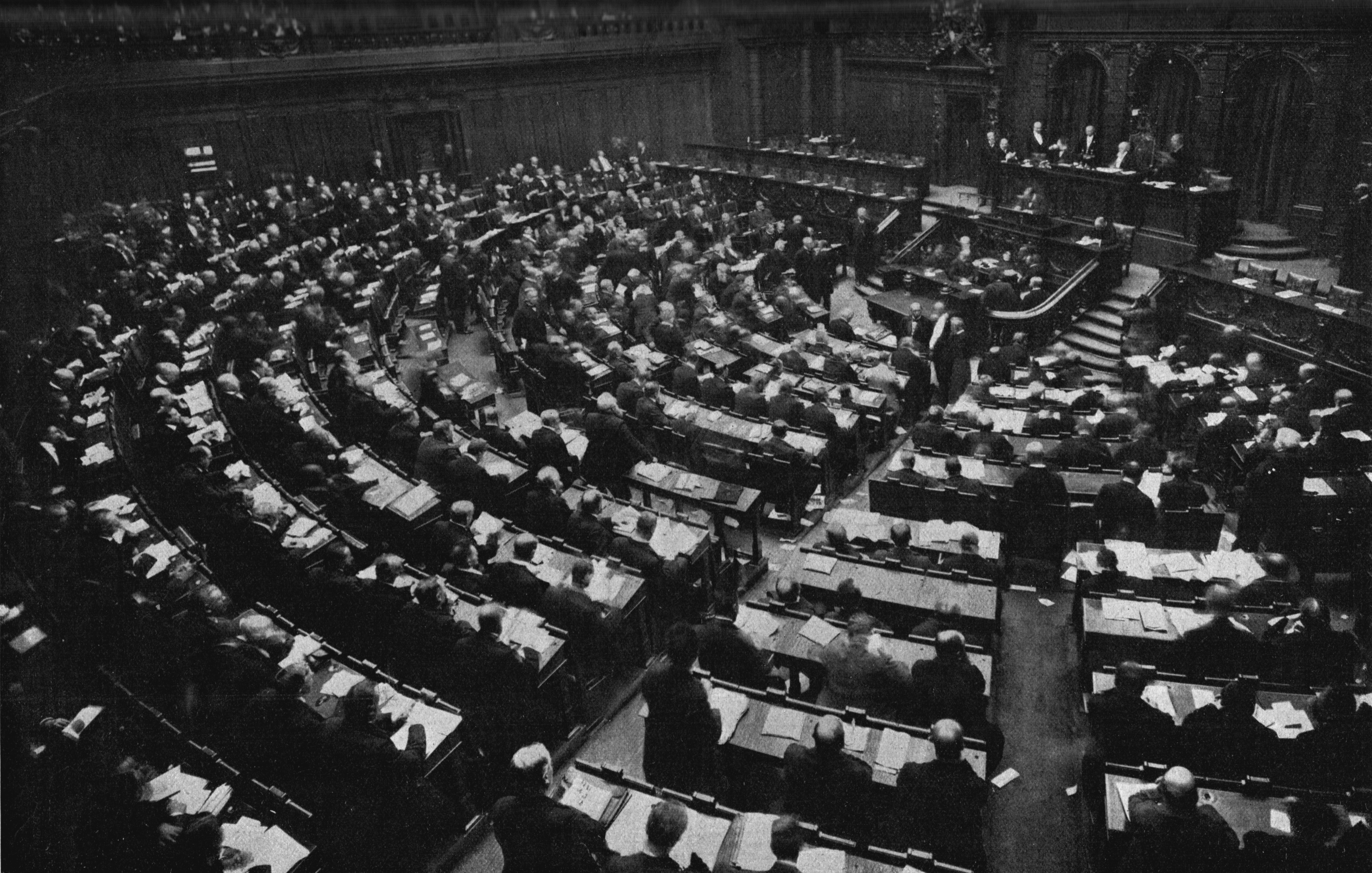
Der 82-jährige Traeger leitete wenige Wochen vor seinem Tod als Alterspräsident die Eröffnung des neugewählten Reichstags am 7. Februar 1912

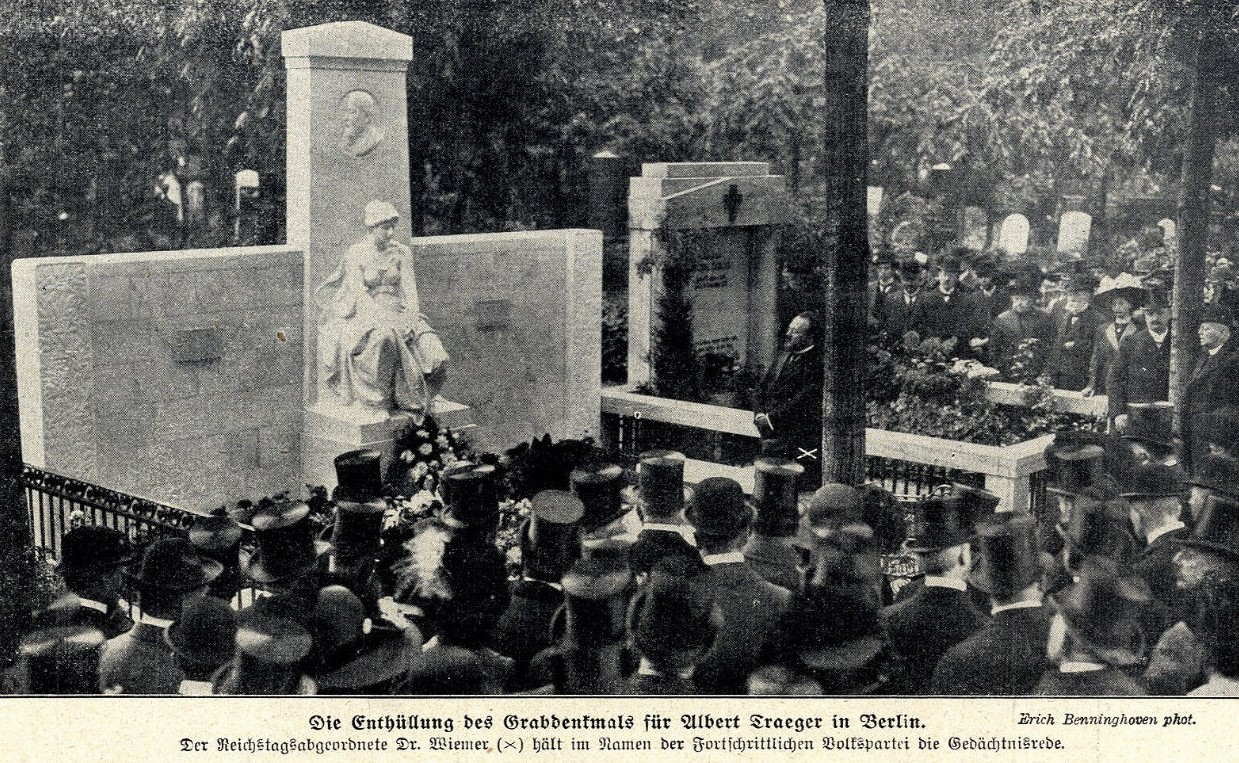
Enthüllung des Grabdenkmals für Albert Traeger auf dem Dreifaltigkeitskirchhof II (1912)

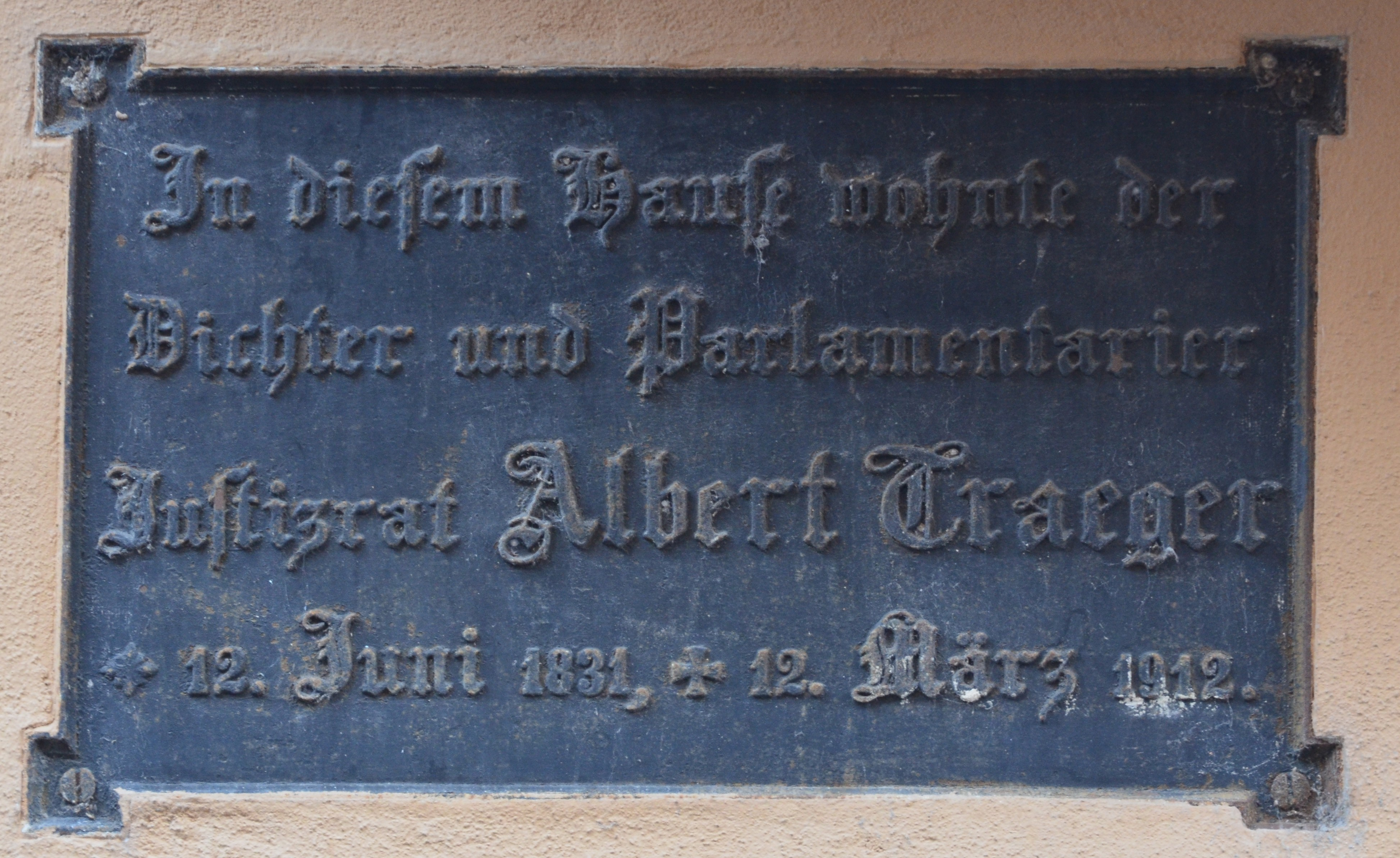
Gedenktafel in Naumburg, Herrenstraße, mit abweichenden Lebensdaten

Christian Gottfried Albert Traeger (* 12. Juni 1830 in Augsburg; † 26. März 1912 in Grunewald) war ein deutscher Politiker, Geheimer Justizrat und ab 1874 bis zu seinem Tod beinahe vier Jahrzehnte lang als Mitglied verschiedener linksliberaler Parteien Parlamentarier im Deutschen Kaiserreich, der auch als Schriftsteller und Journalist tätig war.

## Leben
Traeger wurde als Sohn eines Redakteurs in Augsburg geboren. Die Familie übersiedelte 1838 nach Naumburg, wo der Vater zunächst Leiter eines kaufmännischen Geschäfts wird, jedoch schon 1844 starb. Nach dem Abschluss am Domgymnasium studierte Traeger von 1848 bis 1851 Rechts- und Staatswissenschaften an den Universitäten Halle und Leipzig. 1862 wurde er Rechtsanwalt und Notar in Kölleda. 1867 heiratete Traeger die 26-jährige Caroline Ritter aus Magdeburg. Mit ihr zeugte er drei Kinder, von denen das Paar 1872 einen Sohn verlor. Seine Frau starb bereits 1873 im Alter von 31 Jahren. Nach ihrem Tode zog Albert Traeger am 10. November 1875 mit den beiden verbliebenen Töchtern nach Nordhausen um, 1891 nach Berlin. Seine 1882 geschlossene zweite Ehe mit Henriette Caro endete in einer Scheidung. 1896 erhielt er den Titel Justizrat und 1908 den eines Geheimen Justizrates.
Traeger war 1874–1878 und 1881–1887 im Wahlkreis Grünberg-Freystadt in Niederschlesien und 1890–1912 im Reichstagswahlkreis Großherzogtum Oldenburg 2 (Ammerland, Wesermarsch, Friesland) für die Deutsche Fortschrittspartei, die Deutsche Freisinnige Partei, die daraus hervorgegangene Freisinnige Volkspartei und zuletzt für die Fortschrittliche Volkspartei Abgeordneter des Deutschen Reichstags. Am 7. Februar 1912 leitete er als Alterspräsident die Eröffnungssitzung des 13. Deutschen Reichstages.
Traeger war mit Eugen Richter befreundet und durch seine Gesinnung verbunden und stand mit Ludwig Windthorst in Briefwechsel. Auch als Schriftsteller und Journalist trat Traeger hervor. So schrieb er unter anderem Gedichte und Novellen für die Zeitschriften Die Gartenlaube und das Berliner Tageblatt. 1870 vertrat er, ähnlich wie Emanuel Geibel, eine deutsch-nationale Kriegslyrik. Als Herausgeber des Jahrbuchs Deutsche Kunst in Bild und Lied von 1865 bis 1886 passte er sich dem Gründerzeitgeschmack an.
Seine bereits 1858 in Leipzig erstmals verlegten Gedichte erreichten 1911 die 18. Auflage. In Kölleda entstanden seine marktführenden Anthologien Stimmen der Liebe (1861), Deutsche Lieder in Volkes Herz und Mund (1864) und Lieder, Balladen, Romanzen harmonisch verbunden mit der bildenden Kunst (1871). Seine Lyrik wurde von Arno Holz kritisiert. Seine Novellen und Sozialskizzen blieben eher unbeachtet.
Traeger wurde auf dem Dreifaltigkeitsfriedhof II in Berlin-Kreuzberg beigesetzt.

## Ehrungen
Nach ihm wurden die Traegerstraße im Berliner Ortsteil Schöneberg und die Albert-Traeger-Straße in Kölleda und Nordhausen benannt.

## Werke (Auswahl)
- Gedichte. Keil, Leipzig 1858 (19. Aufl. Union, Stuttgart 1909).
- Übergänge. C. F. Winter, Leipzig und Heidelberg 1860.
- Deutsche Kunst in Bild und Lied. Original-Beiträge deutscher Maler, Dichter und Tonkünstler. Klinkhardt Verlag, Leipzig, Berlin, Wien 1865–1884.
- 1870. Sechs Zeitgedichte. Lipperheide, Berlin 1870.
- Gedichte. Verlag von Ernst Keil’s Nachfolger. 17. vermehrte Auflage 1892.
- Dem Berliner Tageblatt zum Gruß. In: Fünfundzwanzig Jahre Deutscher Zeitgeschichte – 1872–1897. Jubiläums-Schrift. Hrsgg. v. d. Redaktion des Berliner Tageblatts, Rudolf Mosse, Berlin 1897, S. 195.